# Robert Tasso
Robert Tasso (ur. 18 grudnia 1989) – vanuacki piłkarz grający na pozycji napastnika. Jest wychowankiem klubu Spirit 08 FC.

## Kariera klubowa
Karierę piłkarską Tasso rozpoczął klubie Spirit 08 FC. W 2008 roku zadebiutował w jego barwach w pierwszej lidze vanuackiej.

## Kariera reprezentacyjna
W reprezentacji Vanuatu Tasso zadebiutował 8 lipca 2011 roku w przegranym 1:2 towarzyskim meczu z Wyspami Salomona. W tym samym roku zagrał na Igrzyskach Oceanii 2011. W 2012 roku wystąpił z Vanuatu w Pucharze Narodów Oceanii 2012, na którym strzelił 3 gole.